# راجر آلبرت بومپاس
راجر آلبرت بومپاس (انگلیسی: Rodger Bumpass؛ زادهٔ ۲۰ نوامبر ۱۹۵۱) صداپیشه و هنرپیشه اهل ایالات متحده ارکانزاس است. او به خاطر بازی در نقش اختاپوس هشت پا در مجموعه تلویزیونی انیمیشن آمریکایی باب اسفنجی شلوار مکعبی شناخته شده است. او صداپیشگی چندین شخصیت دیگر در باب اسفنجی شلوار مکعبی از جمله دکتر ماهی بنفش و ماهی های مختلف را نیز بر عهده دارد. وی از سال ۱۹۷۷ میلادی تاکنون مشغول فعالیت بوده است.
از فیلم‌ها یا برنامه‌های تلویزیونی که وی در آن نقش داشته است می‌توان به هوی متال، فیلم باب اسفنجی: اسفنج بیرون از آب (در نقش اختاپوس)، باب‌اسفنجی شلوار مکعبی اشاره کرد.
او برای اولین بار در دبیرستان مرکزی برای تائتر آموزش دید و سپس در ایستگاه رادیویی دانشگاه و همچنین در رسانه جونزبورو وابسته به ایستگاه تلویزیونی ABC کار می‌کرد و در KAIT -TV نیز وظایف چندگانه به عنوان گوینده، پردازنده فیلم، فیلمبردار، تکنسین های صوتی و مدیر فنی داشت.

## اوایل زندگی
راجر بومپاس در ۲۰ نوامبر ۱۹۵۱ در لیتل راک، آرکانزاس، از خانواده کارول سی (۲۰۰۹-۱۹۲۳) و ویرجینیا کتی بومپاس (۲۰۰۴-۱۹۲۱) به دنیا آمد. او دو خواهر و برادر داشت که یکی از آنها مرده به دنیا آمد. والدین او یک تجارت خشکشویی داشتند. او مادرش را «زندگی خانواده» و پدرش را «یک مرد معمولی جنوبی با انزجار مردان جنوبی» توصیف کرد، اما افزود که او عاشق و بخشنده است.

## شغل

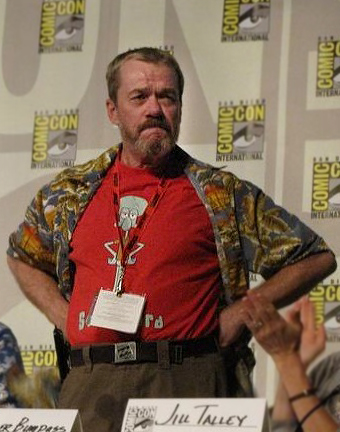
بومپاس در سال ۲۰۰۹

بومپاس از دهه ۱۹۶۰ صداپیشگی و بازی در فیلم ها را آغاز کرد و همچنین از اواسط دهه ۱۹۷۰ تا اواخر دهه ۱۹۸۰ روی صحنه ظاهر شد. او برای صداپیشگی سرآشپز در کارمن سن دیگو کجای زمین است؟، دکتر لایت در تایتان های نوجوان و پروفسور ممبران در مهاجم زیم شناخته می‌شود.
در اواخر دهه ۱۹۷۰، بومپاس با تعدادی از تولیدات نشنال لمپون درگیر بود. 
بومپاس برای بینندگان امروزی بیشتر به عنوان صدای اختاپوس هشت پا و شخصیت های مختلف تصادفی در انیمیشن کمدی باب اسفنجی شلوار مکعبی شناخته می شود.
همچنین در سال ۲۰۱۲، بومپاس برنده جایزه روز امی برای مجری برجسته در یک برنامه انیمیشن شد.

## زندگی شخصی
در ۲۷ ژوئیه ۲۰۱۹، بومپاس با آنجلا ونزندت ازدواج کرد که پنجاه سال قبل با او در دبیرستان تحصیل کرده بود.

## جوایز و نامزدی
- ۲۰۱۲ – جایزه روز امی برای مجری برجسته در یک برنامه انیمیشن – نامزد شد